# Дарваза
Дарваза (туркм.:ворота) — туркменське село з населенням близько 350 осіб, що знаходяться в пустелі Кара-кум за 260 кілометрів на північ від Ашхабаду. Селище відоме завдяки однойменному кратеру, утвореному 1971 року.

## Інтернет-ресурси
Вікісховище має мультимедійні дані за темою: Дарваза
- Photos from the Darvaza Gas Crater or "Gates of Hell"
- Tourist information for Darvaza [Архівовано 26 жовтня 2020 у Wayback Machine.]
  - Flaming Crater, Darvaza Turkmenistan 1/6 - Phillips Connor на YouTube
- Pictures and YouTube link [Архівовано 9 листопада 2020 у Wayback Machine.]
- Au bord du cratère de Darvaza [Архівовано 16 квітня 2016 у Wayback Machine.]

| Туркменістан | Це незавершена стаття з географії Туркменістану. Ви можете допомогти проєкту, виправивши або дописавши її. |